# Omar Arte Ghalib
Omar Arte Ghalib (arab. عمر ارتيهح غالب; ur. 1930, zm. 18 listopada 2020) – somalijski polityk, premier kraju w latach 1991–1997.

## Życiorys
Urodził się w Somalii w 1930 roku. W przeszłości przynależał do Zjednoczonego Kongresu Somalijskiego.
Od 1969 do 1977 był ministrem spraw zagranicznych. W styczniu 1972 był Prezydentem Rady Bezpieczeństwa ONZ. 24 stycznia 1991 został mianowany przez ówczesnego prezydenta Mohammeda Siada Barre na premiera Somalii. Był ostatnim premierem za czasów jego reżimu.